# René Llense

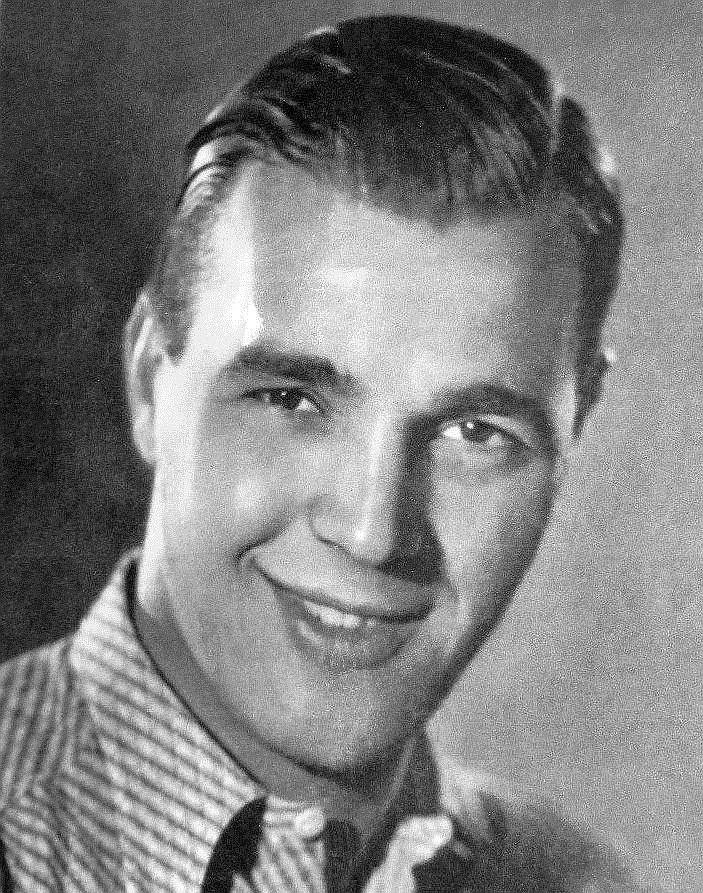
René Llense in 1935

René Llense (Collioure, 14 juli 1913 - 12 maart 2014) was een Frans voetballer.
Llense speelde als doelman voor FC Sète en AS Saint-Etienne. Hij speelde 11 wedstrijden voor het Franse nationale voetbalteam tussen 1935 en 1939. Hij nam deel aan het Wereldkampioenschap voetbal 1934 en dat van 1938. Hij was in 2014 op 100-jarige leeftijd de laatste nog levende speler die deelnam aan een wereldkampioenschap voetbal van voor de Tweede Wereldoorlog.